# ごめんねスザンヌ
「ごめんねスザンヌ」（原題：Sorry Suzanne）は、ホリーズが1969年に発表したシングル。

## 概要
1968年8月28日に行われた「リッスン・トゥ・ミー」のレコーディングを境にグレアム・ナッシュはホリーズを脱退。「ごめんねスザンヌ」はスインギン・ブルージーンズのテリー・シルヴェスターを迎えてから最初に録音した作品となった。レコーディングは1969年1月27日にEMIレコーディング・スタジオで行われ、同年2月28日、シングルA面曲として発表された。B面は「ノット・ザット・ウェイ・アット・オール」。
本作品は全英シングルチャートで3位を記録し、スイスでは1位を記録した。グループは中心的な存在であったナッシュを失うも、これにより幸先の良いスタートを切った。続く9月26日発売のシングル「兄弟の誓い」（He Ain't Heavy, He's My Brother）も大ヒットしている。